# Ulica Rybaki w Warszawie

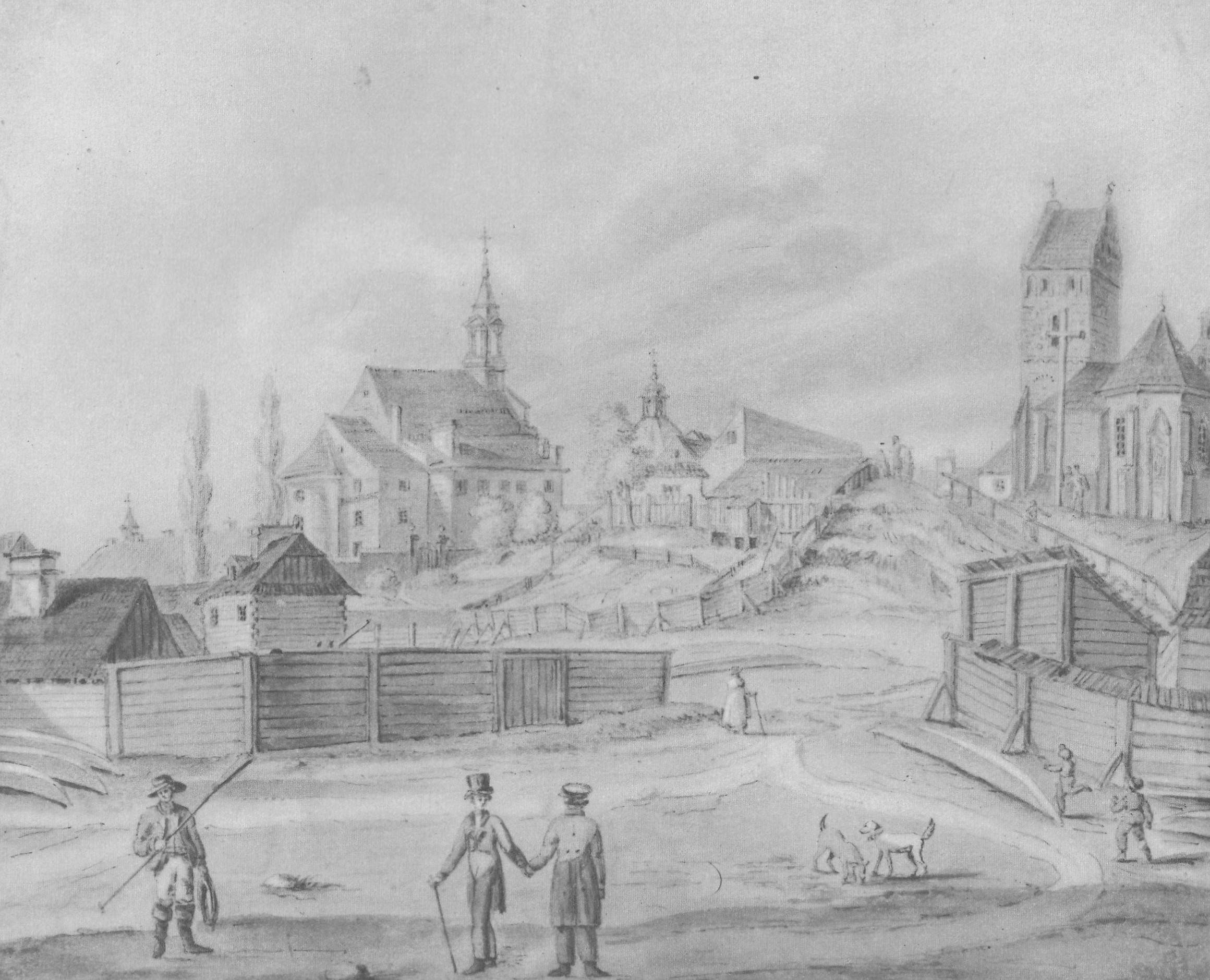
Północny odcinek ulicy na rysunku Aleksandra Majerskiego (1818)

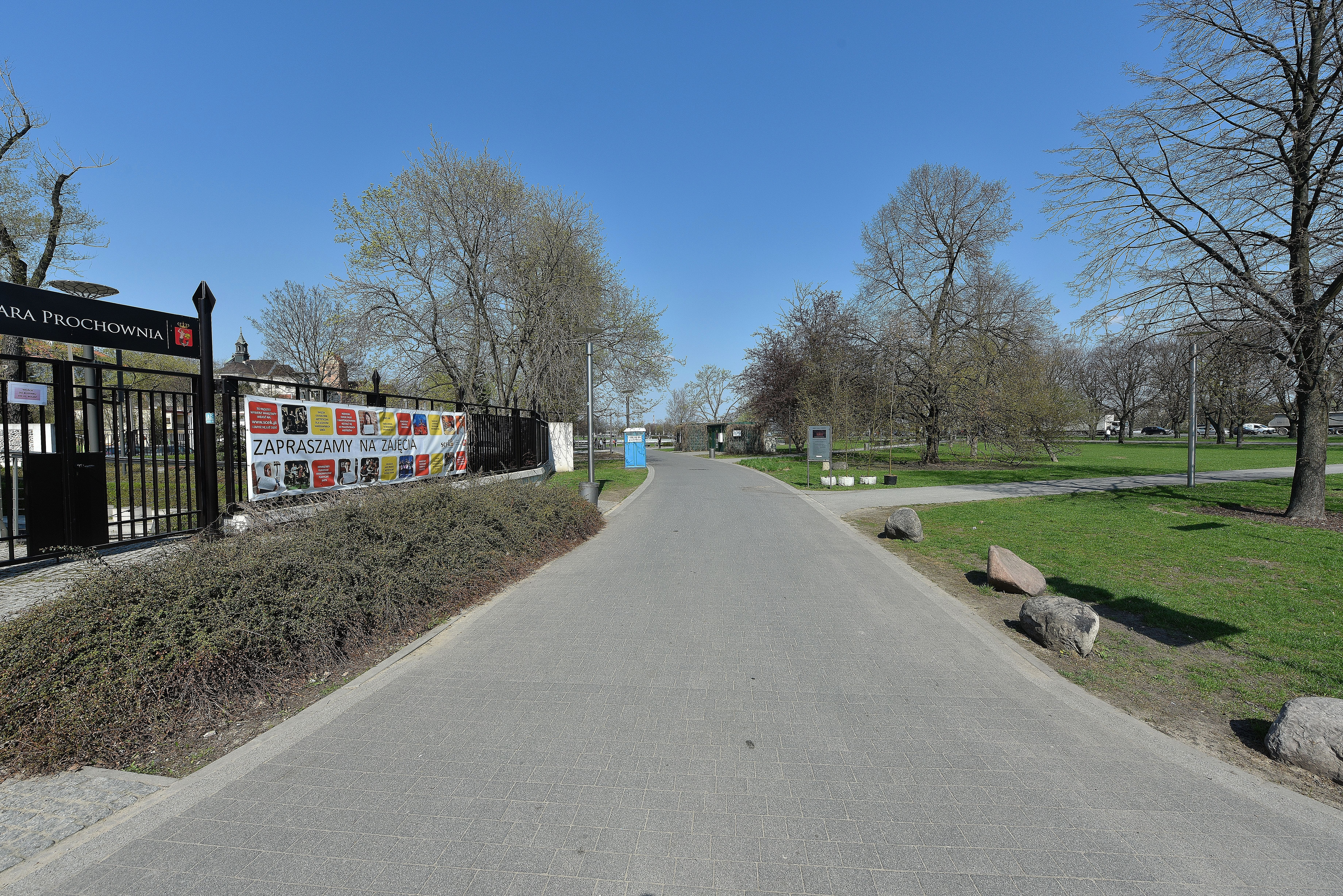
Ulica Rybaki (2017)

Ulica Rybaki – ulica warszawskiego Nowego Miasta, biegnąca od ul. Boleść do zbiegu ul. Sanguszki i ul. Wójtowskiej.

## Historia
Nazwa ulicy pochodzi istniejącej do XVI wieku osady rybackiej zwanej Piscatoria lub Rybitwy. Jej lokalizacja pokrywa się mniej więcej z przebiegiem obecnej ulicy Rybaki. Nazwa ulicy była wymieniana w aktach miejskich jako Piscatorium (Piscatoria) platea, Platea Navegii, Rybicka i Ku Rybakom.
Zabudowa Rybaków została spalona w czasie potopu szwedzkiego.
Na przełomie XVIII i XIX wieku przy ulicy znajdowało się około 50 posesji, jednak jej zabudowa składała się z luźno rozrzuconych, drewnianych domostw, często niszczonych przez wylewy Wisły i trawionych pożarami.
Zabudowaniom mieszkalnym towarzyszyły też budynki gospodarcze oraz wodne młyny.
W latach 1819–1820 pod adresem Rybaki 8a wybudowano zabudowania rzeźni według projektu Hilarego Szpilowskiego i Karola Galle. Była to już druga rzeźnia pod tym adresem. Pierwsza, należąca do Skarbu Królestwa Kongresowego, powstała ok. roku 1790 na gruntach Biernackiego (tzw. Biernatczyzna, „szlachtuz”) i spaliła się w roku 1814.
W roku 1907 pod nr 6 wybudowano zakład produkcyjny Fabryki Ekstraktów Garbarskich „Towarzystwa Akcyjnego Quebracho”.
W roku 1925 pod nr 32 powstał budynek Szkoły Powszechnej nr 3 im. Emilii Plater zaprojektowany przez Ludwika Panczakiewicza. W latach 1930–1931 pod nr 35 wzniesiono dom mieszkalny Polskiej Wytwórni Papierów Wartościowych projektu Stanisława Szcześniaka. Istnieje też Brama Mostowa, niemal od początku istnienia nosząca numer Rybaki 2 (po II wojnie światowej adres budynku zmieniono na ul. Boleść 2).
W latach 1938–1939 pod nr 14/16 wzniesiono Dom Polaków z Zagranicy im. Marszałka Józefa Piłsudskiego.
Pozostała zabudowa ulicy uległa zniszczeniu w 1944 roku, m.in. podczas walk o pobliski gmach Polskiej Wytwórni Papierów Wartościowych, i nie została już odbudowana; będące długo ruiną zabudowania fabryki Quebracho wyburzono w latach 60. XX wieku, a ulicę przekształcono w aleję spacerową.
Do numeracji ulicy przypisane są dwa obiekty − budynek mieszkalny Polskiej Wytwórni Papierów Wartościowych (nr 35) i pawilon przy Multimedialnym Parku Fontann.

## Ważniejsze obiekty
- Brama Mostowa
- Multimedialny Park Fontann
- Ławeczka Williama Heerleina Lindleya